# Nigel Seaton
Nigel Seaton ist ein britischer Chemieingenieur und seit August 2012 Rektor der Universität Abertay Dundee in Schottland.

## Leben
Seaton ist verheiratet und hat drei Kinder.
Er absolvierte 1982 seinen Bachelor an der Universität Edinburgh. Nach seiner Promotion an der University of Pennsylvania begann er seine Karriere als Wissenschaftler an der University of Cambridge. Am Clare College war er als Direktor der Chemietechnik und der Naturwissenschaften angestellt. Nach Professuren an der Universität Edinburgh und der University of Surrey leitet er seit August 2012 die Universität Abertay Dundee. Für Aufsehen sorgte er, als er 2011 öffentlich im Guardian die Abschlussbewertungen des Bachelors in Großbritannien als oft unfair gegenüber den Studenten bezeichnete.
2021 wurde Seaton in die Royal Society of Edinburgh gewählt.